# Mentor van Rhodos
Mentor van Rhodos (Grieks: Μέντωρ ὁ Ῥόδιος) (circa 385 – 340 v. Chr.) was een Grieks huurlingengeneraal die zowel voor als tegen Artaxerxes III vocht. Hij staat ook bekend als de eerste man van de Perzische vrouw Barsine, een latere minnares van Alexander de Grote.

## Biografie
In 358 v. Chr. werden Mentor en zijn broer Memnon door de opstandige satraap Artabazus ingehuurd om zijn leger militair te leiden. Ondanks zijn inspanningen mislukte de opstand. Mentor vluchtte naar Egypte. Vrijwel direct werd hij daar ingehuurd door farao Nectanebo II. Algauw werd hij door de farao erop uitgestuurd om de opstandige Perzische stad Sidon te helpen. Mentor wist enkele overwinningen te behalen tegen satrapen, maar hij verloor tegen het leger van Artaxerxes en werd gevangengenomen.
Bij zijn gevangenschap werden Mentors talenten al snel herkend door de Perzische vorst en werd hij vrijgelaten. Onmiddellijk werd hij naar Egypte gestuurd om een invasie in het land te leiden. Na de verovering van Egypte in 342 v. Chr. werd Mentor benoemd tot generaal in het westen. In die positie liet hij Artabazus zijn broer Memnon van Rhodos en zijn vrouw Barsine van hun ballingschap aan het hof van Philippos II van Macedonië te Pella naar huis terugkeren. Slechts na een paar dienst te hebben gedaan in die functie overleed hij in 340 v. Chr. Zijn weduwe Barsine hertrouwde met zijn broer Memnon van Rhodos, die ook de beschikking over zijn Griekse huurlingen kreeg.